# C. Elmer Anderson
Clyde Elmer Anderson (* 16. März 1912 in Brainerd, Minnesota; † 22. Januar 1998 ebenda) war ein US-amerikanischer Politiker und von 1951 bis 1955 Gouverneur des Bundesstaates Minnesota.

## Frühe Jahre und politischer Aufstieg
Elmer Anderson begann ein Studium an der University of Minnesota, das er aber vorzeitig abbrach. Danach arbeitete er für die Firma Service News Inc, die er nach wenigen Jahren aufkaufte und leitete. Politisch war er Mitglied der Republikanischen Partei. Zwischen 1939 und 1943 sowie ab 1945 war er Vizegouverneur von Minnesota.

## Gouverneur von Minnesota
Nach dem Rücktritt von Gouverneur Luther Youngdahl musste Anderson als Stellvertreter dessen Amt übernehmen und die angebrochene Amtszeit beenden. Am 4. November 1952 wurde er dann als Kandidat seiner Partei von den Wählern Minnesotas in diesem Amt bestätigt. Damit konnte er zwischen dem 27. September 1951 und dem 5. Januar 1955 als Gouverneur amtieren. In seiner Regierungszeit wurde die Industrie in Minnesota gefördert. Auf dem Gebiet des Gesundheitswesens wurden für Nervenkranke einige Gesetze verbessert. Der Justizvollzug und das Gefängniswesen wurden reformiert. Im Jahr 1954 bewarb sich Anderson erfolglos um seine Wiederwahl.

## Weiterer Lebenslauf
Nach seiner Gouverneurszeit war Anderson noch Bürgermeister der Städte Nisswa und Brainerd. Er starb im Januar 1998. Mit seiner Frau Lillian Margaret Otterstad hatte er zwei Kinder.